# Сто франков «Синяя 1882 года»
Сто франков Синяя 1882 — французская банкнота, эскиз которой разработан 2 января 1882 года и выпускалась Банком Франции с 10 июля 1882 года до замены на банкноту сто франков Синяя и розовая.

## История
Банкнота принадлежит к серии «Blue Notes», выпускаемой с 1862 года.
12 октября 1876 года, руководство банка Франции, обеспокоенное появлением большого количества подделок 100 франковковой банкноты, выразило решимость улучшить защиту банкноты. С целью борьбы с фальшивомонетчиками, было решено разместить два водяных знака изображающих человеческую голову в рамке.
Досрочное изъятие банкнот из обращения началось 4 марта 1889 года. Банкнота перестала быть законным платежным средством 2 января 1923.

## Описание
Авторами банкноты стали художник Поль Бодри и гравёр Жюль Робер (1843—1898).
На аверсе изображены две сидящие женщины, которые олицетворяют промышленность и торговлю, за которыми находятся два обелиска соответственно символизирующих навигацию и сельское хозяйство, над которыми расположены водяные знаки.
На реверсе, в центре банкноты две женщины олицетворяющие мудрость и удачу, на заднем плане два столба и два херувима, над которыми расположены водяные знаки.
Водяные знаки, разработанные Жюлем-Клементом, расположенные в верхней части банкноты, представлют собой головы Меркурия и Цереры.
Размер банкноты 180 мм х 112 мм.

## Также
- Французский франк